# فورنيلوس دي مونتيس
بلدية فورنيلوس دي مونتيس (بالإسبانية: Fornelos de Montes) هي بلدية تقع في مقاطعة بونتيفيدرا التابعة لمنطقة غاليسيا شمال غرب إسبانيا.

## الديموغرافيا
يبلغ عدد سكان بلدية فورنيلوس دي مونتيس 2.002 نسمة عام 2011 (وفقاً للمعهد الوطني للإحصاء الإسباني).
| 2.410 | 2.343 | 2.181 | 2.057 | 2.036 | 1.976 | 2.002 |